# Nielsen Company
Nielsen Holdings PLC (tidligere kendt som Nielsen N.V.) er et globalt informations, -data og -målingsfirma med hovedkvarter i Storbritannien. Nielsen opererer i mere end 100 lande, og har omkring 44.000 ansatte på verdensplan. De tjente $6,3 milliarder i 2016.
Firmaet er placeret på Børsen i New York (NYSE) og er i øjeblikket en del af S&P 500.
I 2016 rangerede American Marketing Association Nielsen som nummer 1 blandt de 50 bedste undersøgelsesfirmaer i USA. Blandt firmaets mest kendte produkter er den amerikanske seertalsmåling Nielsen ratings.
Virksomheden blev grundlagt i 1923 af dansk-amerikaneren Arthur C. Nielsen. Han udviklede en ny måde at måle salgsresultater på, som gjorde konceptet "markedsandel" til et anvendeligt markedsføringsredskab. Mellem 1999 og 2001 blev virksomheden opkøbt af det nederlandske forlag Verenigde Nederlandse Uitgeverijen, som senere frasolgte sine andre aktiviteter og skiftede navn til The Nielsen Company i 2007.